# كيفن دير
كيفن دير (بالإنجليزية: Kevin Dare)‏ (15 نوفمبر 1959 في المملكة المتحدة - ) هو لاعب كرة قدم بريطاني في مركز الدفاع. لعب مع كريستال بالاس ونادي إنفيلد ونادي إِنفيلد ‏.

## وصلات خارجية
- كيفن دير على موقع قاعدة بيانات كرة القدم.إي يو (الإنجليزية)